# Província de Hitachi
Hitachi (常陸国, -no kuni) foi uma antiga província do Japão que fazia fronteira com as províncias de Iwashiro, Iwaki, Shimōsa e Shimotsuke. Hoje a área é predominantemente a prefeitura de Ibaraki.

Mapa das províncias japonesas (1868 com a província de Hitachi em destaque

A antiga capital e o templo provincial se localizavam perto da atual Ishioka e foram escavados, enquanto o santuário principal ficava a leste de Kashima. No Período Sengoku a área foi dividida entre alguns daimyo, mas a cidade do castelo principal geralmente era a moderna Mito.